# Costova ploskev
Costova ploskev (tudi Costova minimalna ploskev) je vložena minimalna ploskev. Je tudi ploskev končne topologije, kar pomeni, da lahko nastane z luknjanjem kompaktne ploskve. Topološko je to torus s tremi luknjami. Odkril ga je brazilski matematik Celso Costa leta 1982. Do njegovega odkritja se je mislilo, da so samo ravnina, helikoid in katenoid vložene minimalne ploskve, ki lahko nastanejo z luknjanjem kompaktne ploskve. Costova ploskev se lahko razvija iz torusa dokler ta ni ravninski in ne dobi oblike katenoida. 
Costovo ploskev lahko opišemo tudi z uporabo Weierstrassovih funkcij zeta in Weierstrassovih eliptičnih funkcij.